# Suheim Bin Hamadstadion
Het Suheim Bin Hamad Stadium (Arabisch: ملعب سحيم بن حمد), ook wel bekend als Qatar SC Stadium, is een stadion in Doha, Qatar en kan voor verschillende doeleinden worden gebruikt. Meestal wordt het stadion gebruikt voor voetbalwedstrijden van de thuisclub, Qatar SC. Daarnaast speelt ook het nationale voetbalelftal hier weleens internationale wedstrijden.
In het stadion kunnen 13.000 toeschouwers. Sinds 2010 wordt in dit stadion de Qatar Athletic Super Grand Prix gehouden, een jaarlijks internationaal atletiekevenement. De wedstrijd behoort tot de IAAF Diamond League.

## Aziatisch kampioenschap voetbal 2011
In 2011 werden in dit stadion enkele wedstrijden gespeeld voor het Aziatisch kampioenschap voetbal, dat toernooi werd van 7 januari tot en met 29 januari 2011 in Qatar gespeeld. In totaal 6 groepswedstrijden en 1 kwartfinale.
| № | Datum           | Wedstrijd            | Uitslag | Aziatisch kampioenschap voetbal 2011 | Toeschouwers |
| - | --------------- | -------------------- | ------- | ------------------------------------ | ------------ |
| 1 | 9 januari 2011  | Japan – Jordanië     | 1 – 1   | Groepsfase                           | 6.255        |
| 2 | 11 januari 2011 | Noord-Korea – V.A.E. | 0 – 0   | Groepsfase                           | 3.639        |
| 3 | 13 januari 2011 | Syrië – Japan        | 1 – 2   | Groepsfase                           | 10.453       |
| 4 | 15 januari 2011 | Iran – Noord-Korea   | 1 – 0   | Groepsfase                           | 6.488        |
| 5 | 17 januari 2011 | Jordanië – Syrië     | 2 – 1   | Groepsfase                           | 9.849        |
| 6 | 19 januari 2011 | V.A.E. – Iran        | 0 – 3   | Groepsfase                           | 5.012        |
| 7 | 22 januari 2011 | Iran – Zuid-Korea    | 0 – 1   | Kwartfinale                          | 7.111        |